# Chery A13
Chery A13 — субкомпактный автомобиль, производящийся китайской компанией Chery Automobile с 2008 года.
Автомобиль переднеприводной, передняя подвеска независимая типа McPherson, на поперечных рычагах, с гидравлическими телескопическими амортизаторами и стабилизатором поперечной устойчивости, задняя подвеска полузависимая балка с амортизаторами, передние тормоза дисковые, задние — барабанные.
В перечне стандартного оборудования Chery A13 — две подушки безопасности, ABS и EBD. На панели приборов имеется индикатор напоминания о необходимости пристегнуть ремни безопасности. При парковке в условиях современного города актуален задний парктроник, предупреждающий об опасном расстоянии до препятствия.

## Двигатели
Chery A13 укомплектована 1,5-литровым бензиновым двигателем Acteco SQR477F (SOHC 16 клапанов) мощностью 109 л. с. и крутящим моментом 140 Нм. Этот двигатель Chery создавала в сотрудничестве с австрийской компанией AVL. В паре с двигателем идёт 5-ступенчатая механическая коробка передач серии QR515MH. Автомобиль по нормам токсичности соответствует требованиям Евро-4.

## Комплектации
В стандартной комплектации Base доступны такие опции: усилитель рулевого управления, рулевая колонка с регулировкой наклона, кондиционер, подушка безопасности водителя, передние электростеклоподъёмники, центральный замок, противоугонная система и иммобилайзер, задние противотуманные фонари, электрокорректор света фар, передний и задний буфера, зеркала заднего вида и наружные ручки двери — под цвет кузова, хромированная облицовка решётки радиатора, шины 185/60R15.
В комплектации Comfort предусмотрены дополнительно к Base ABS+EBD, подушка безопасности переднего пассажира, задние электростеклоподъёмники, зеркала заднего вида с электроприводом, переднее сиденье с электроподогревом, передние противотуманные фары, аудиосистема с USB и MP3-проигрывателем (4 динамика).
В комплектации Luxury дополнительно к Comfort предусмотрены легкосплавные диски колёс 6Jx15, парковочная система оповещения движения задним ходом, зеркала заднего вида с электроподогревом, аудиосистема с USB иMP3-проигрывателем (6 динамиков).

## ZAZ Forza
В конце 2010 года модель поступила в продажу на территории Украины через дилерскую сеть «УкрАвто» под именем ZAZ Forza. Производство новинки, которая выпускается в версиях для внутреннего рынка и для экспорта, началось 15 февраля 2011 года Запорожье на заводе ЗАЗ. Модель предлагается в двух вариантах кузовов: лифтбек и хетчбэк, а также четырёх вариантах комплектаций: Base, Base Plus, Comfort, Luxury.
В России автомобиль продавался под именем Chery Bonus с 2011 до 2016 года, автомобиль предлагался по цене от 336 000 рублей (в 2011 году).
Изначально предполагалось, что автомобиль будет преемником ZAZ Chance, но в производстве автомобиль послужил преемником для снятого с производства «Opel Astra G OTGF69». Лифтбэк является в значительной степени локализованной версией Chery A13 с некоторыми изменениями комплектации: например штатная магнитола заменена на «однодиновую» без CD (только радио и mini-USB). Производство осуществляется при помощи австрийской компании AVL. Выпускается в кузовах лифтбек и хетчбэк. Доступен в комплектациях Base, Comfort, Luxury как для внутреннего рынка Украины, так и на экспорт.
В России, где продаются автомобили, произведённые на Запорожском автозаводе, используется название Chery Bonus. С декабря 2011 года начаты официальные продажи ZAZ Forza (в кузовах седан и 5-дверный хетчбэк) в Белоруссии.

## Галерея

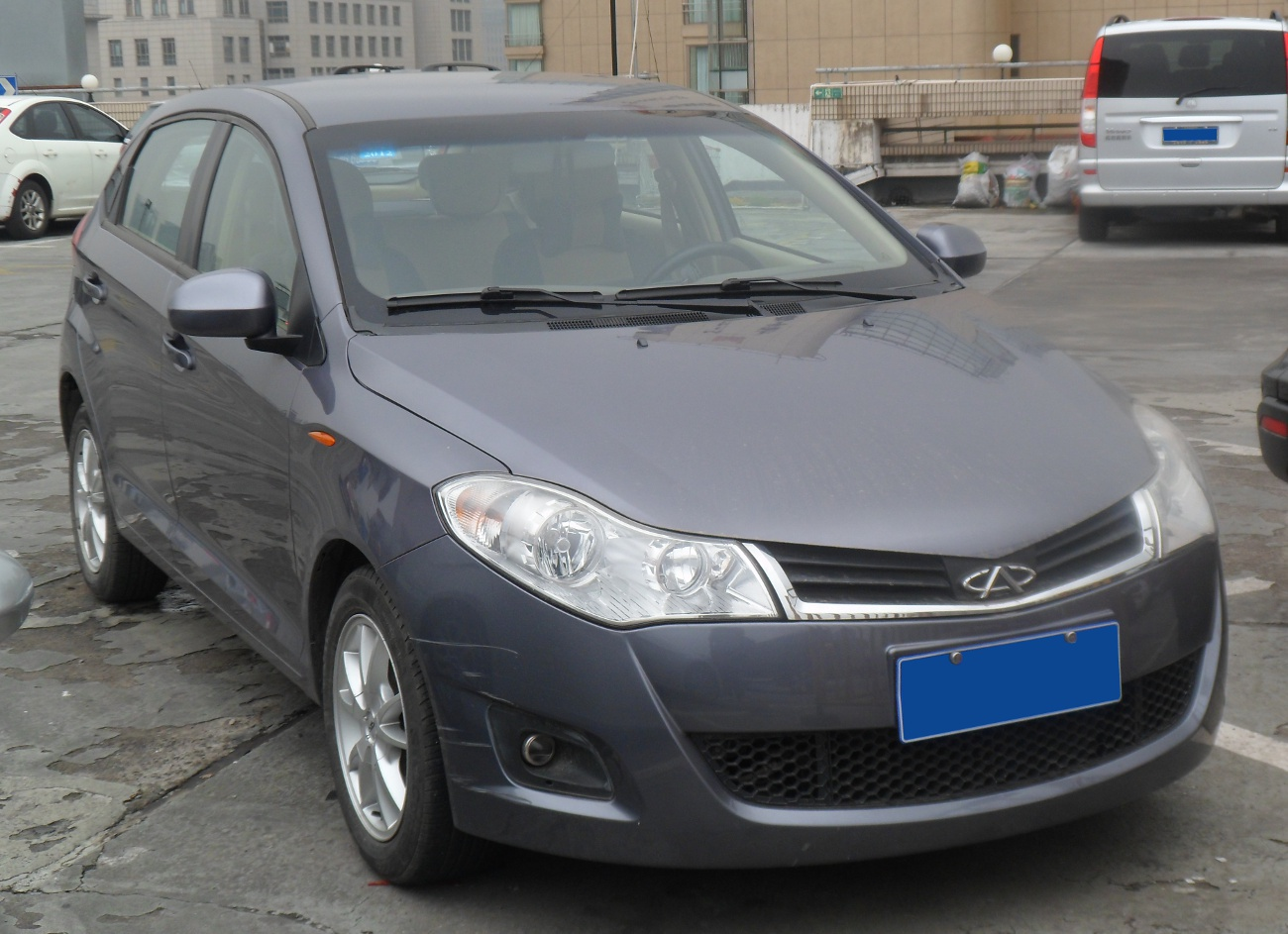
Chery A13 (2008 — 2012)
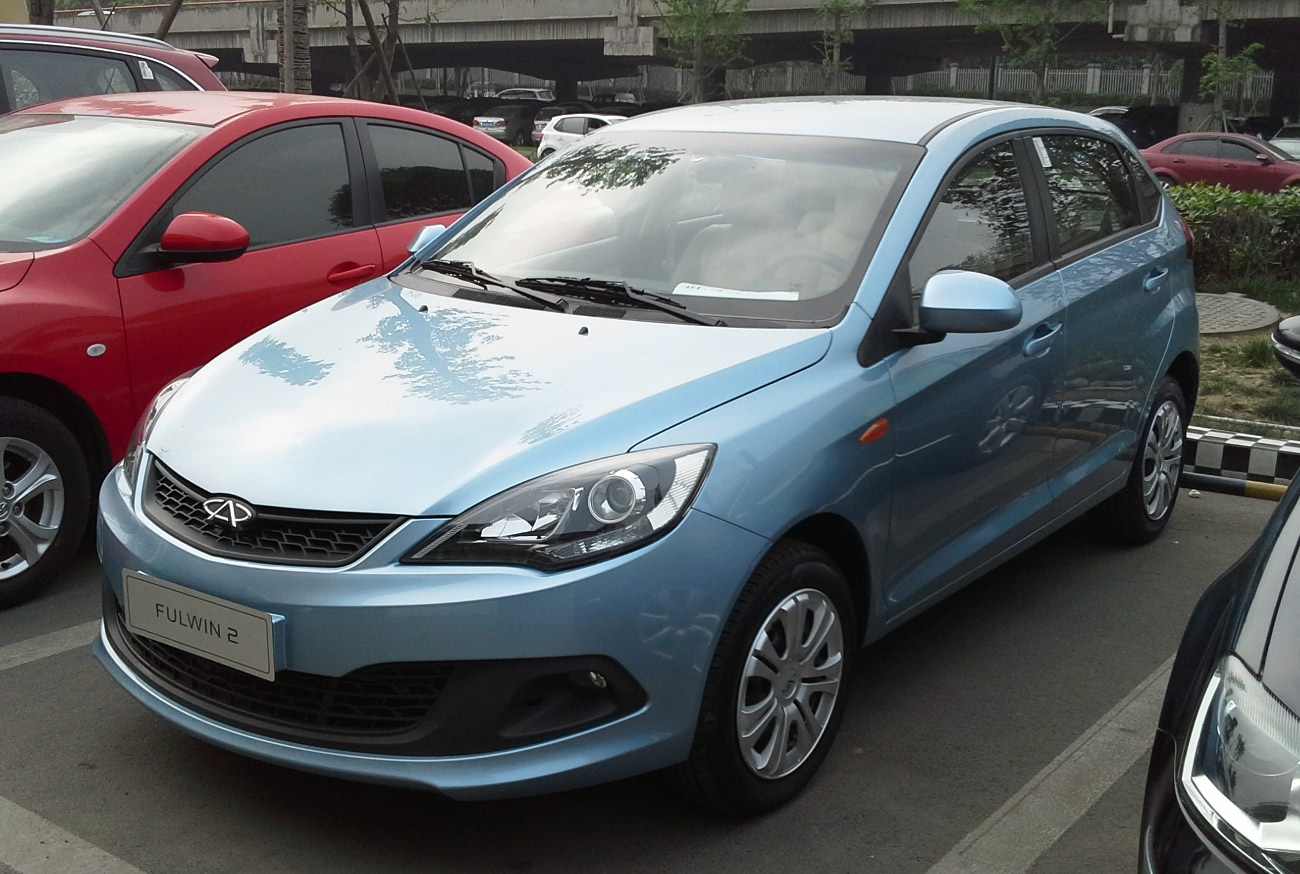
Chery A13 рейслифтинг (2012 — 2019)